# Naqada III

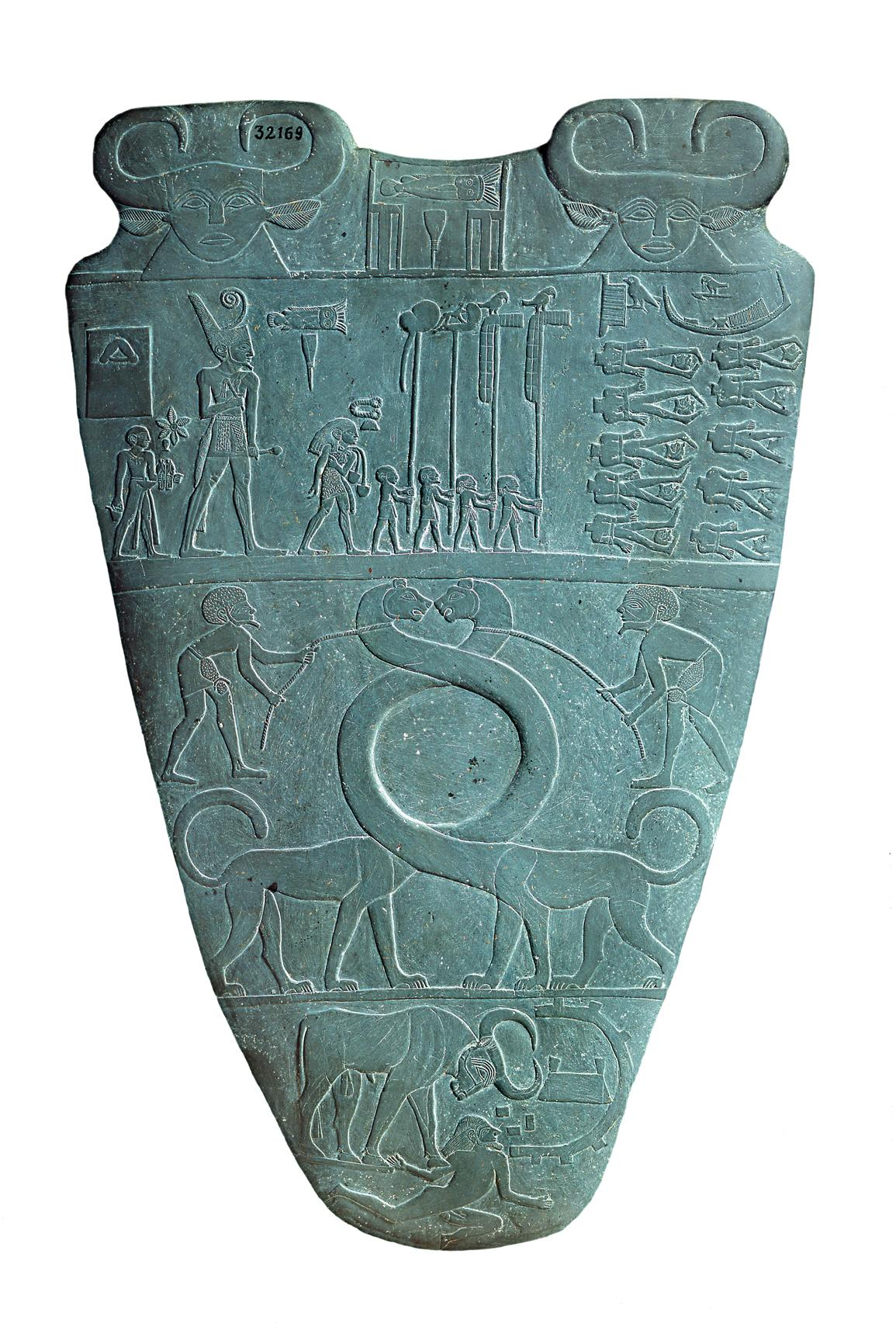
Bảng màu Narmer, được cho là đánh dấu sự thống nhất Thượng và Hạ Ai Cập; cần chú ý đến hình ảnh nữ thần Bat ở trên cùng, cũng như người hầu tạo thành hình ảnh đan xen trung tâm.

Naqada III là giai đoạn cuối nền văn minh Naqada trong thời Ai Cập tiền sử, có niên đại khoảng 3,300 - 3,000 năm trước Công nguyên. Đây là thời kỳ mà quá trình thành lập nhà nước trở nên rõ ràng hơn bắt đầu từ Naqada II, với các vị vua được đặt tên đứng đầu các chính thể hùng mạnh. Naqada III, còn được gọi là Vương triều 0 hay Tiền triều đại  để phản ánh sự hiện diện của các vị vua đứng đầu các quốc gia có ảnh hưởng, dù thực tế là các vị vua có liên quan không thuộc một phần của giai đoạn này. Tên của các vị vua bấy giờ được ghi dưới dạng "serekh" trên nhiều bề mặt đồ gốm và lăng mộ.

## Lịch sử
Thời kỳ Sơ triều đại của Ai Cập cổ đại thể hiện rõ trong một quá trình thống nhất chính trị liên tục, và dẫn tới sự hình thành của một quốc gia duy nhất để bắt đầu Thời kỳ Sơ triều đại của Ai Cập. Hơn nữa, chính trong thời gian này, tiếng Ai Cập lần đầu tiên được viết dưới dạng chữ tượng hình. Ngoài ra còn có nhiều bằng chứng khảo cổ về các khu định cư của người Ai Cập, ở miền Nam Canaan trong Thời Nguyên thủy, được coi là thuộc địa hoặc khu trung chuyển.
Sự hình thành quốc gia bắt đầu trong thời gian này, có thể còn sớm hơn. Nhiều thành phố khác nhau hình thành dọc sông Nile. Nhiều thế kỷ chinh phục sau đó đã biến Thượng Ai Cập thành ba quốc gia lớn: Thinis, Naqada và Nekhen. Naqada nằm giữa Thinis và Nekhen là quốc gia đầu tiên sụp đổ. Sau đó, Thinis chinh phục Hạ Ai Cập. Mối quan hệ giữa Nekhen và Thinis không ổn định, nhưng hai quốc gia này có thể hợp nhất một cách hoà bình, với gia đình hoàng gia Thinite cai trị toàn bộ Ai Cập. Các vị vua của Thinite được chôn tại Abydos trong khu nghĩa trang Umm el-Qa'ab.
Hầu hết các nhà Ai Cập học coi Narmer vừa là vị vua cuối cùng của thời kỳ này cũng như vị vua đầu tiên của Vương triều thứ nhất. Ông có thể được một số vị vua Thượng Ai Cập kế vị, như Crocodile, Iry-Hor, Ka và có khi cả Scorpion, một cái tên bắt nguồn từ nữ thần Serket, người bảo vệ đặc biệt của các vị thần, chữa bệnh, phép thuật và bọ cạp.
Naqada III mở rộng khắp Ai Cập, gồm một số điều đáng chú ý:
- Những chữ tượng hình đầu tiên
- Các câu chuyện được kể trên bảng màu mỹ phẩm đầu tiên
- Sử dụng serekhs thường xuyên lần đầu tiên
- Những lăng mộ hoàng gia đầu tiên
- Hình thành việc tưới tiêu [3]

Và một chú ý khác:
- Phát minh ra và biết điều khiển cánh buồm (khác với phát minh tương tự trước đó ở vịnh Ba Tư 2,000 năm trước)

Theo Bộ Cổ vật Ai Cập, tháng 2 năm 2020, các nhà khảo cổ học phát hiện 83 ngôi mộ có niên đại 3,000 năm trước Công nguyên, thuộc thời kỳ Naqada III. Nhiều bình gốm nhỏ với những hình dáng khác nhau và một số vỏ sò, dụng cụ trang điểm, bình kẻ mắt, đồ trang sức cũng được tìm thấy chôn cùng người chết.

### Bảng màu mỹ phẩm
Nhiều bảng màu trang trí đáng chú ý có niên đại từ thời kỳ Naqada III, chẳng hạn như Hunters Palette.

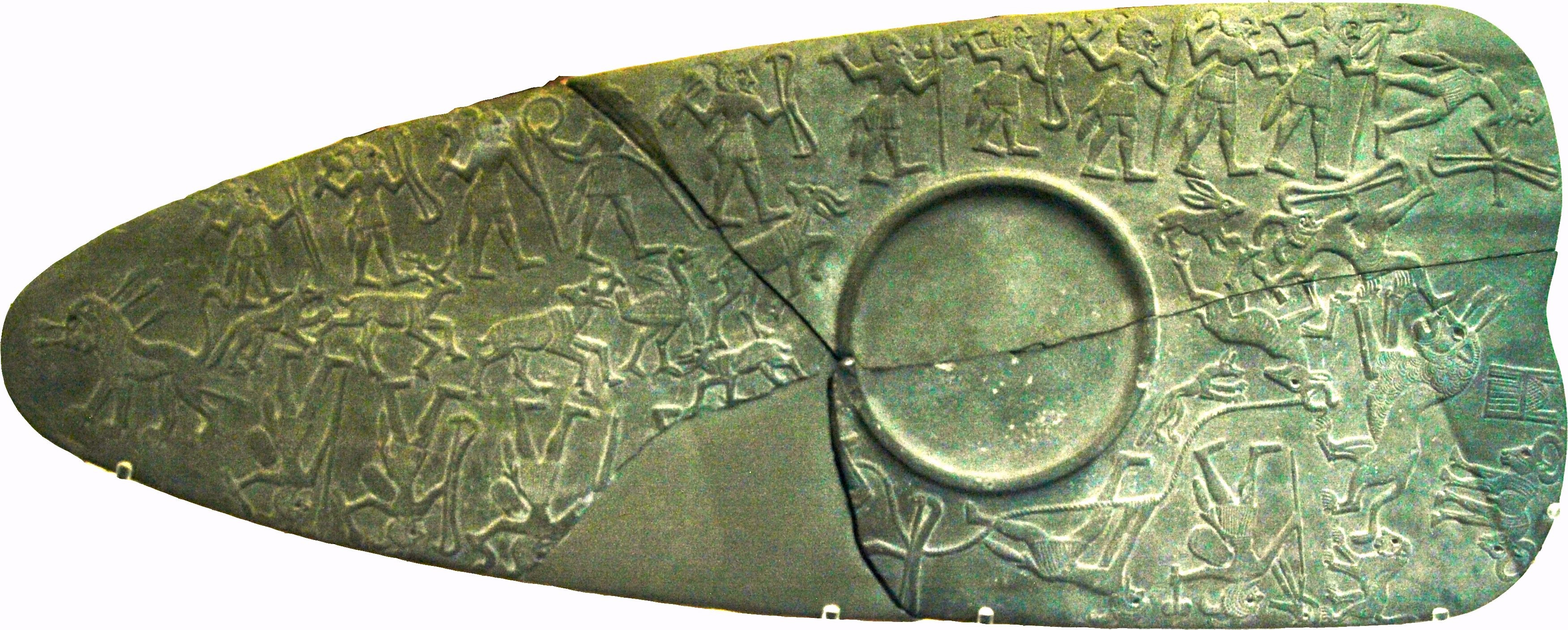
Hunters Palette, khoảng 3100 TCN
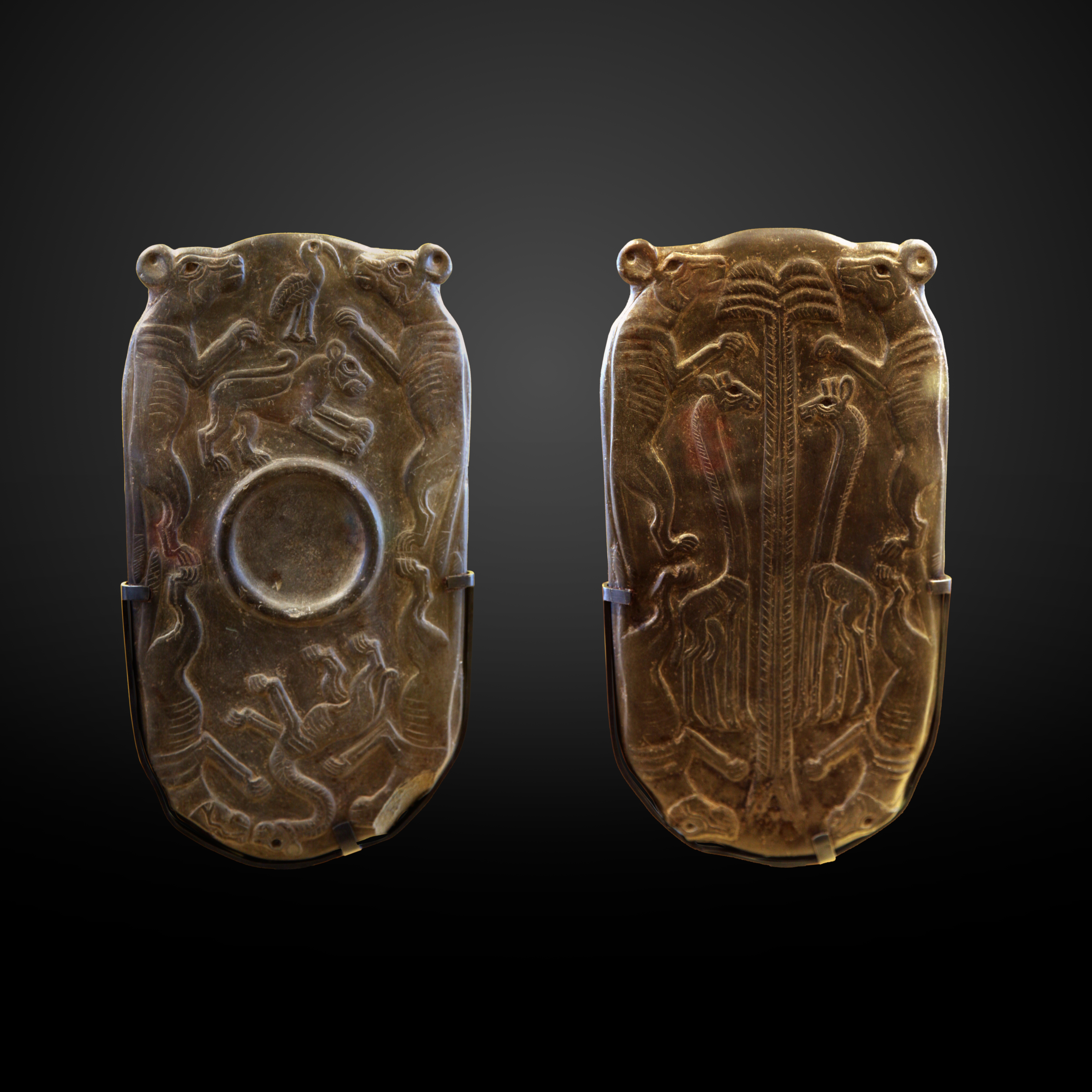
"Four Dogs Palette" (3300-3100 TCN)
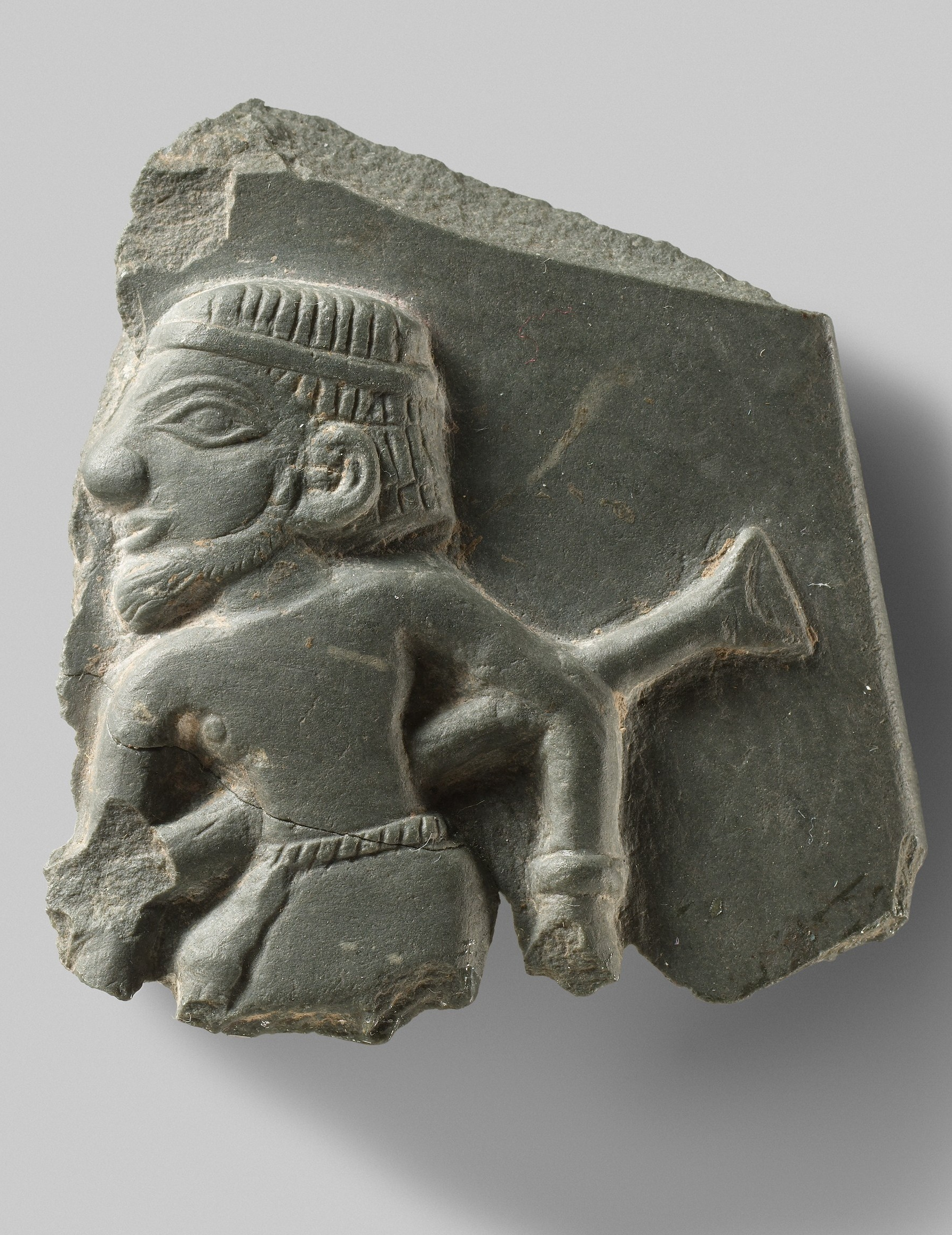
Mảnh vỡ của một bảng màu mỹ phẩm, minh hoạ một người đàn ông đang thực hiện nghi lễ, khoảng 3200–3100 TCN
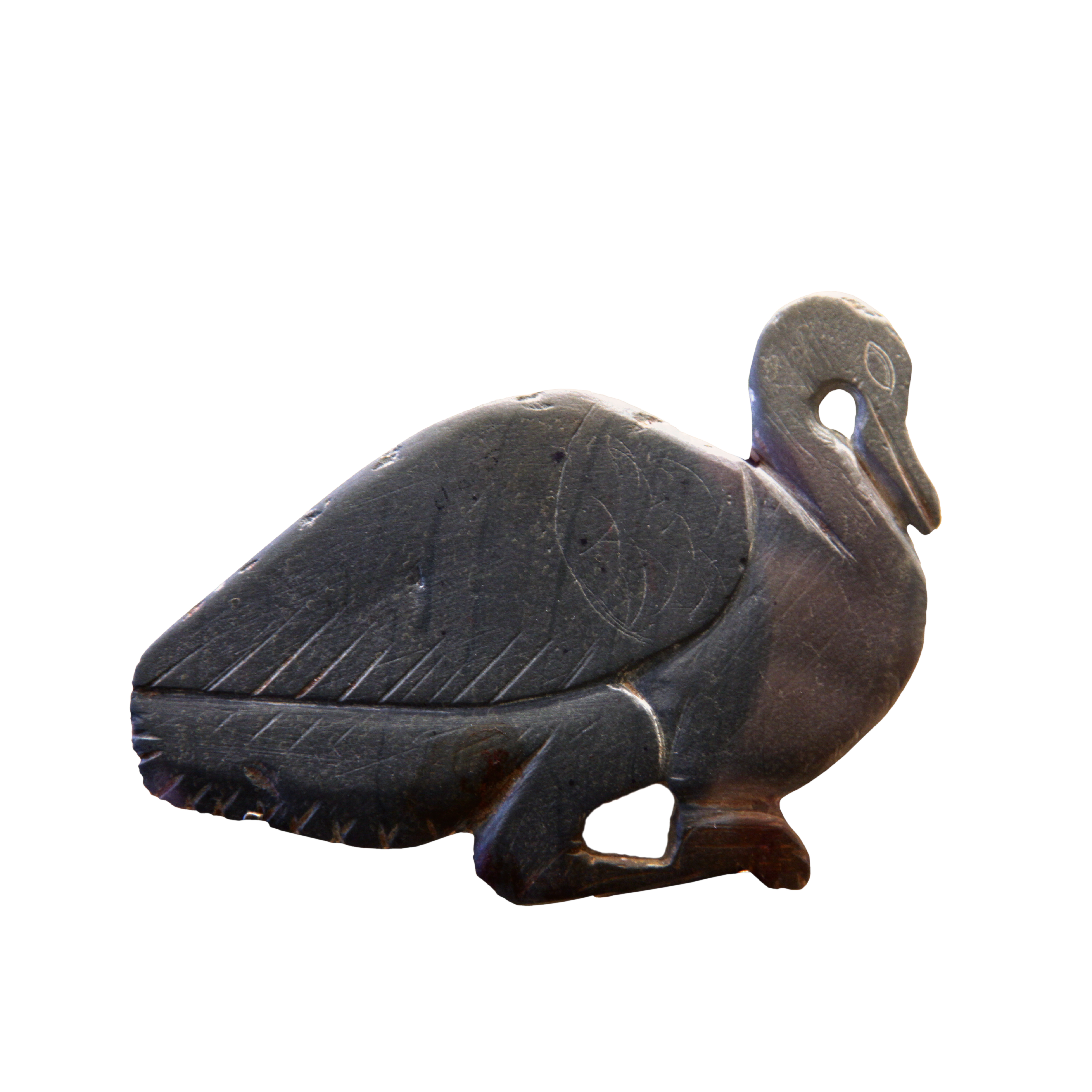
Bảng màu hình con vịt
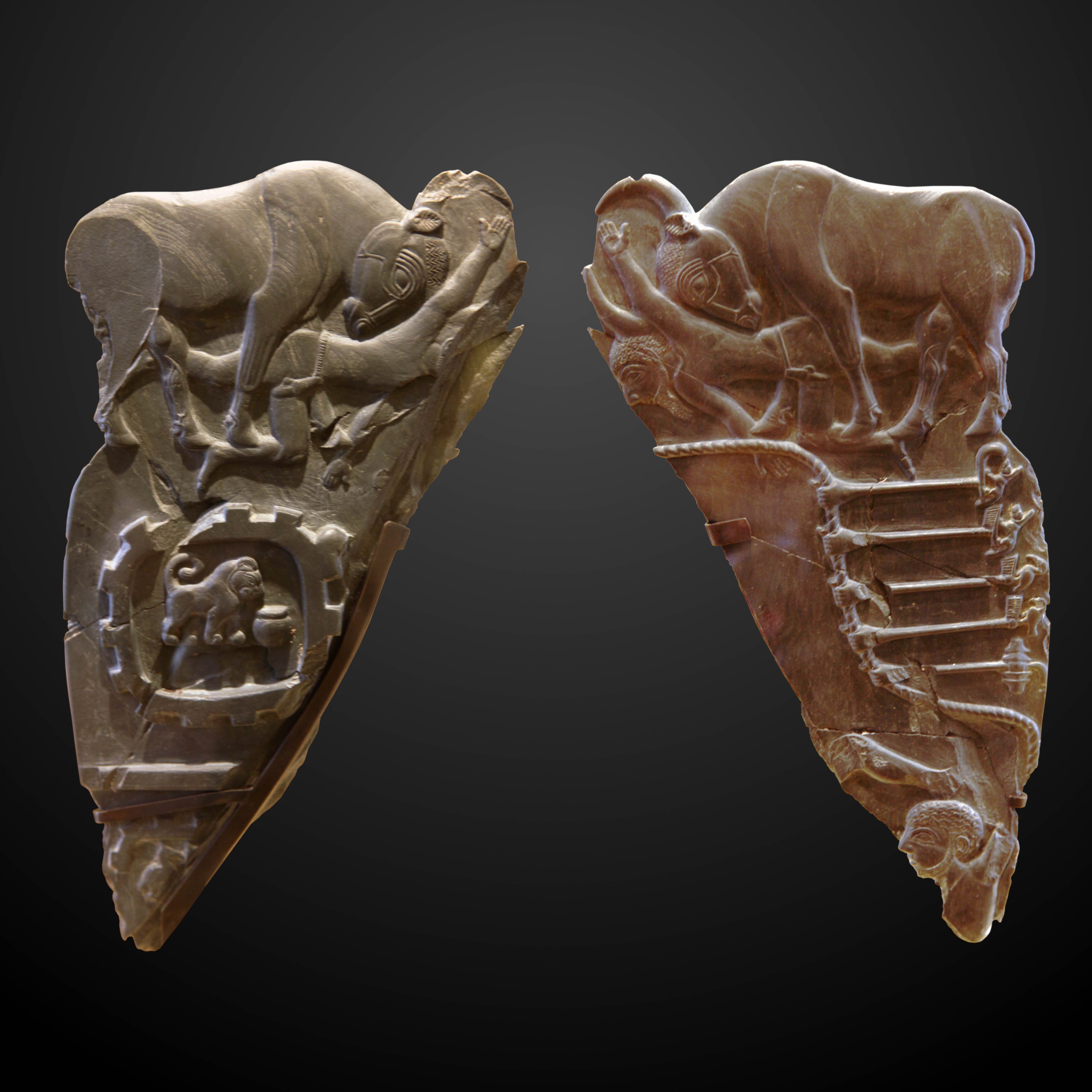
Bull Palette, 3100 TCN
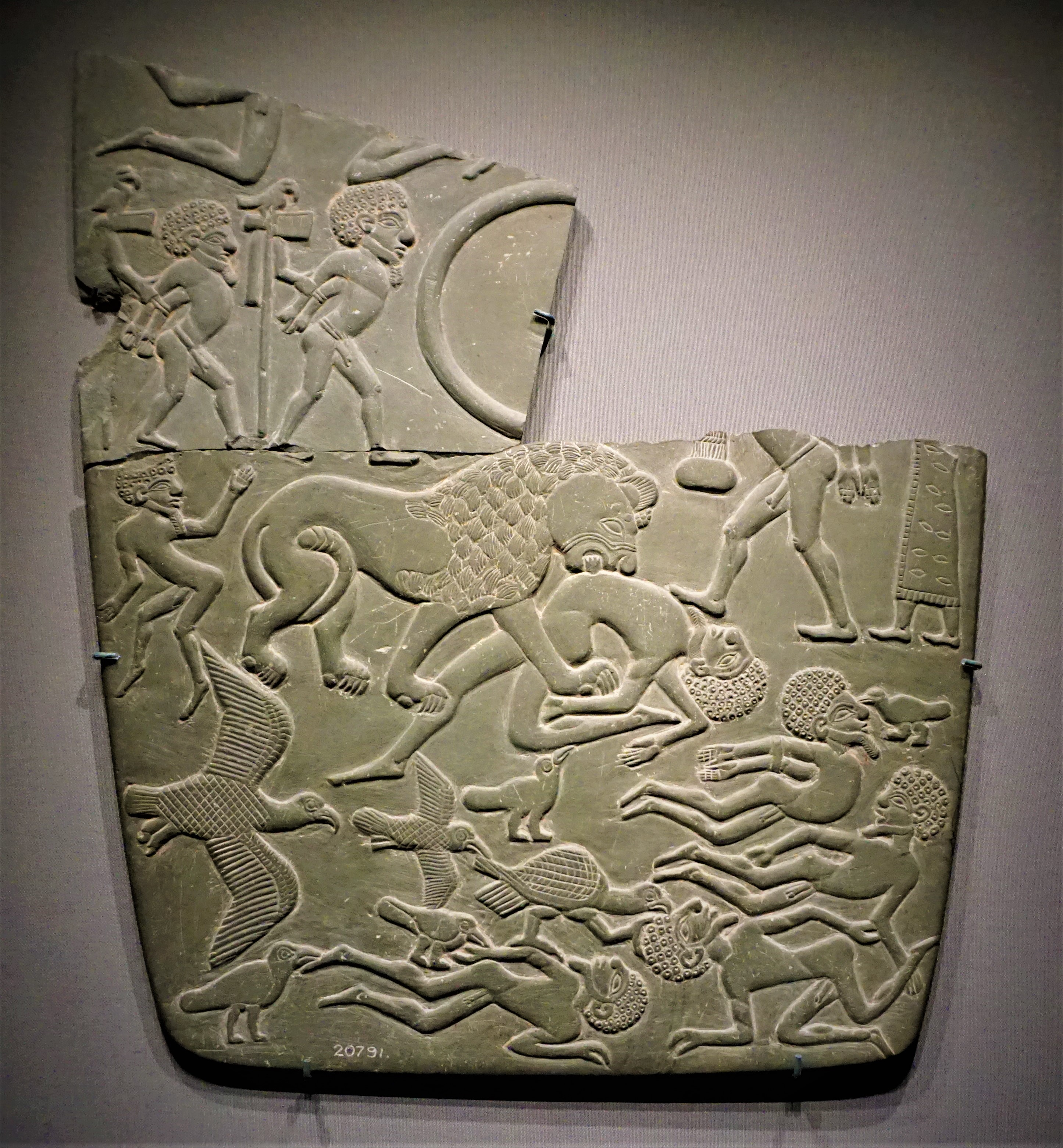
The Battlefield Palette, thể hiện sự khuất phục nhân dân của nền văn hoá Buto-Maadi, bởi những người cai trị Ai Cập thời Naqada III, khoảng 3100 TCN.
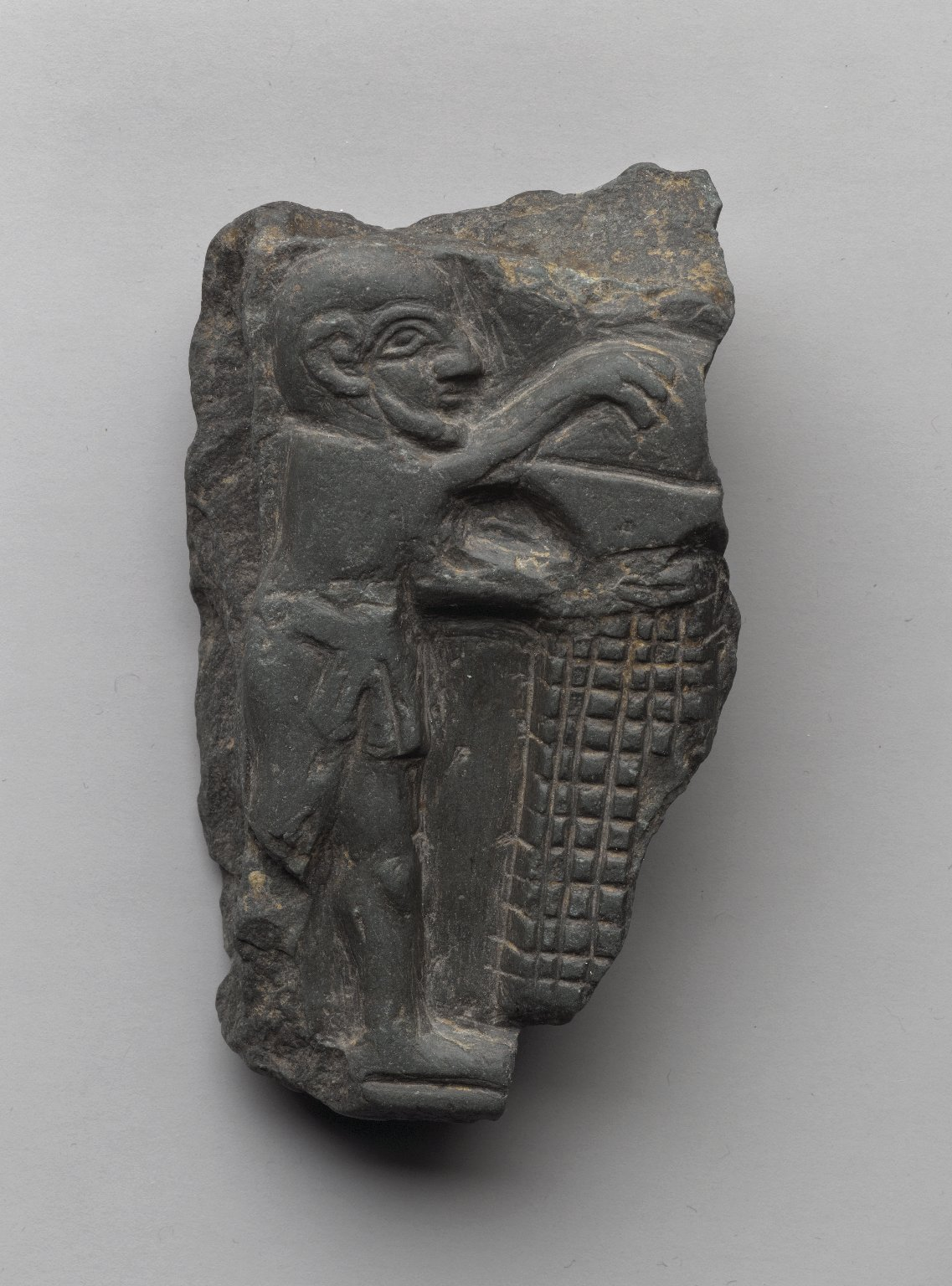
Một mảnh vỡ của bảng màu mỹ phẩm, 3200-2800 TCN.

## Các hiện vật khác

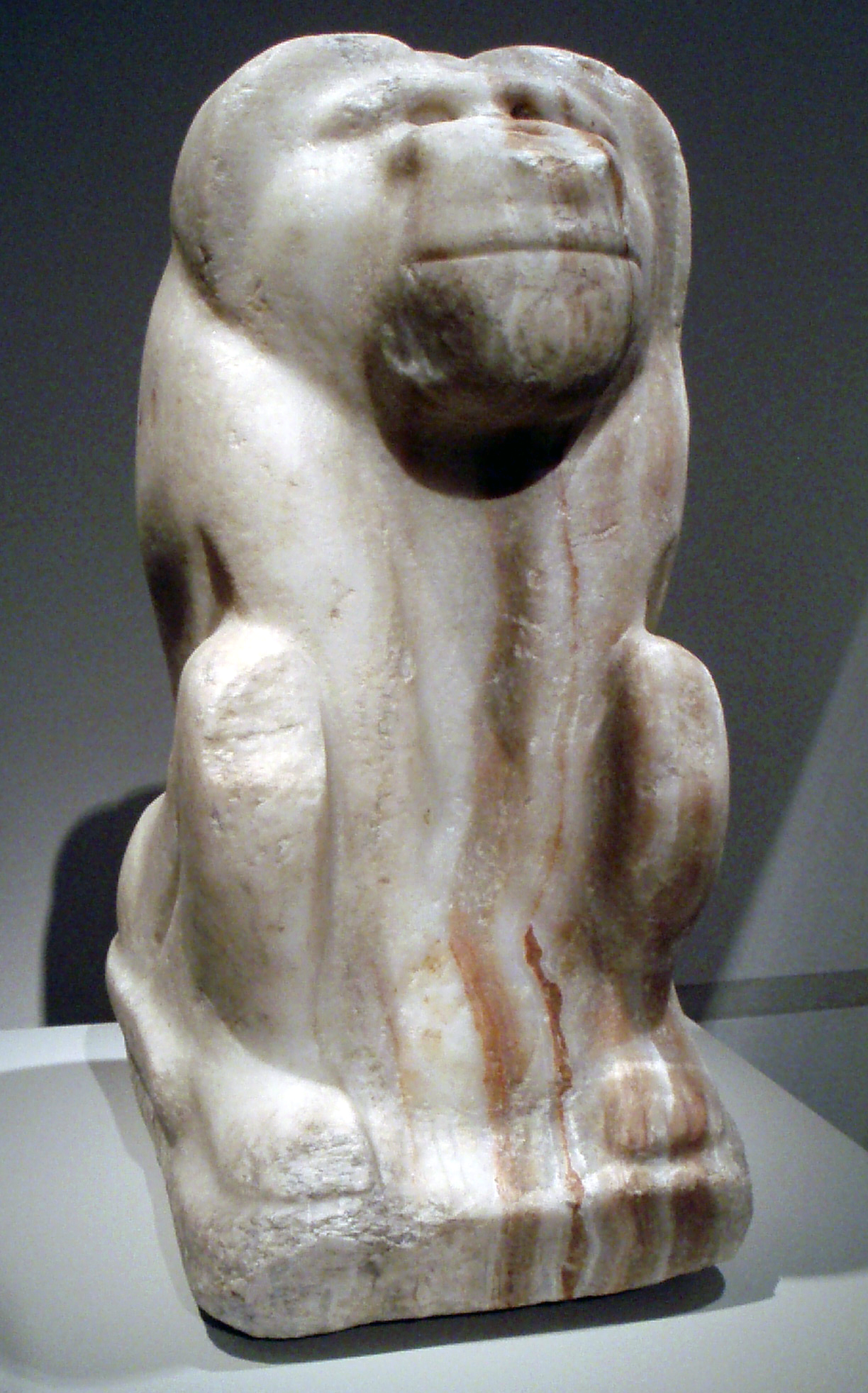
Baboon Divinity có khắc tên của Pharaoh Narmer trên đế,
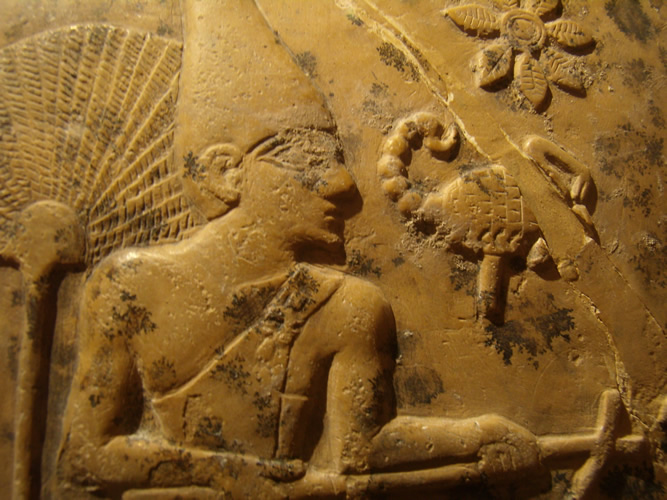
Đầu Bọ Cạp, Bảo tàng Ashmolean.
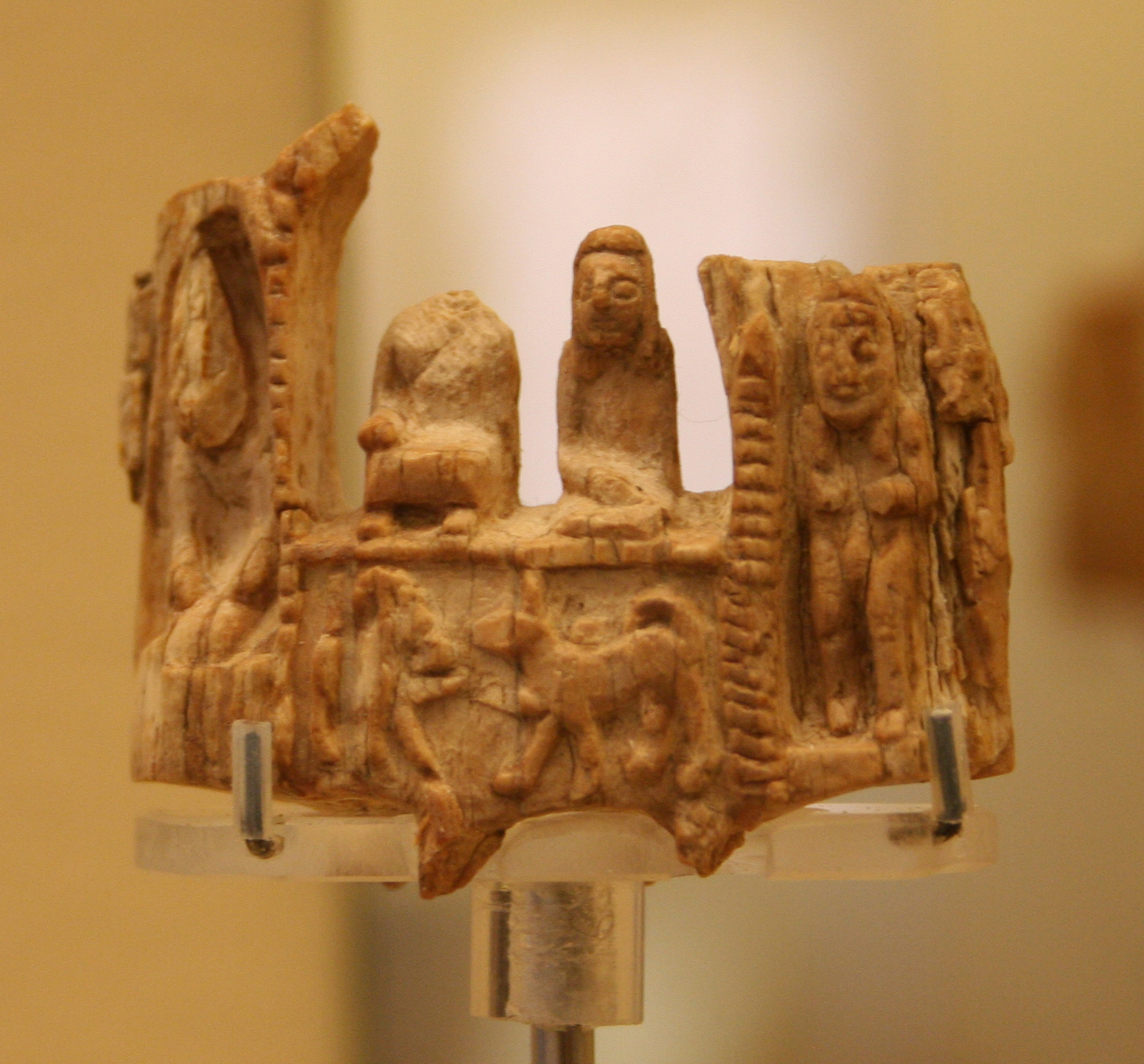
Mảnh vương trượng của một cặp vợ chồng hoàng gia trong vương triều. Staatliche Sammlung für Ägyptische Kunst, Munich
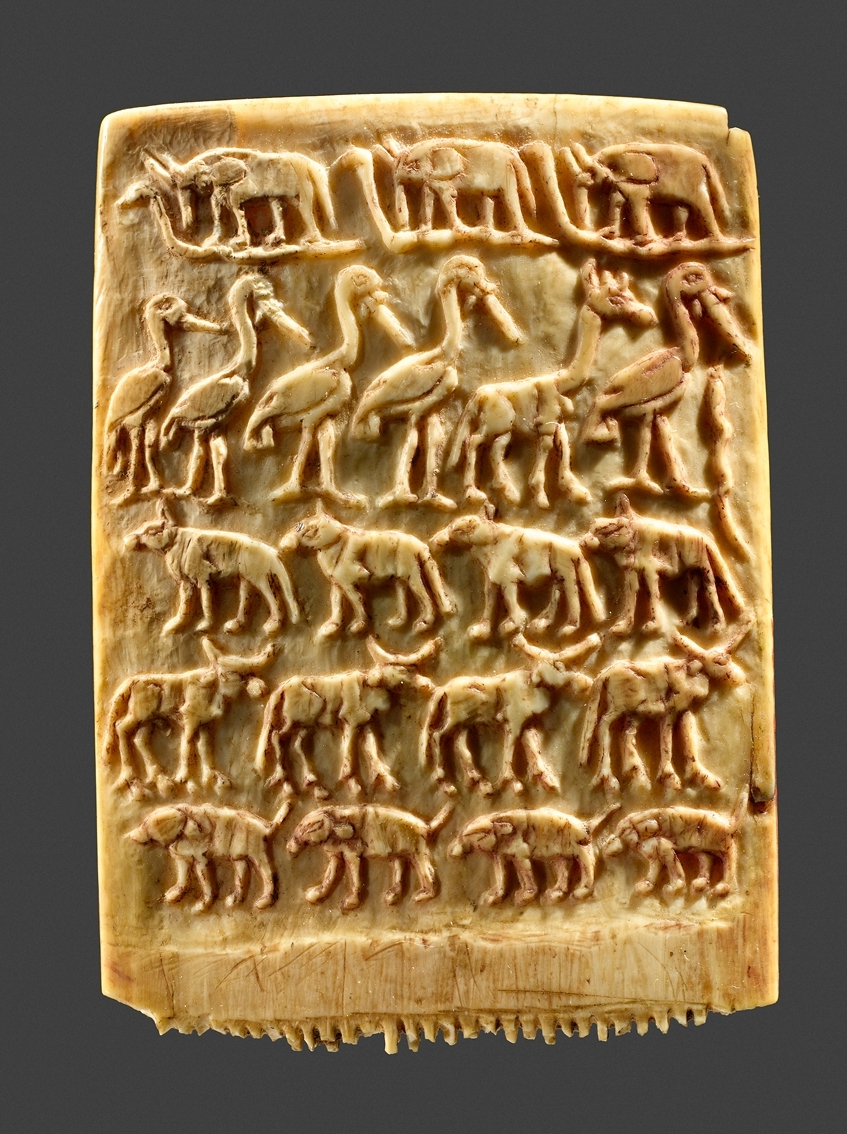
Lược chải tóc được trang trí với hình động vật hoang dã, 3200-3100 TCN, Naqada III
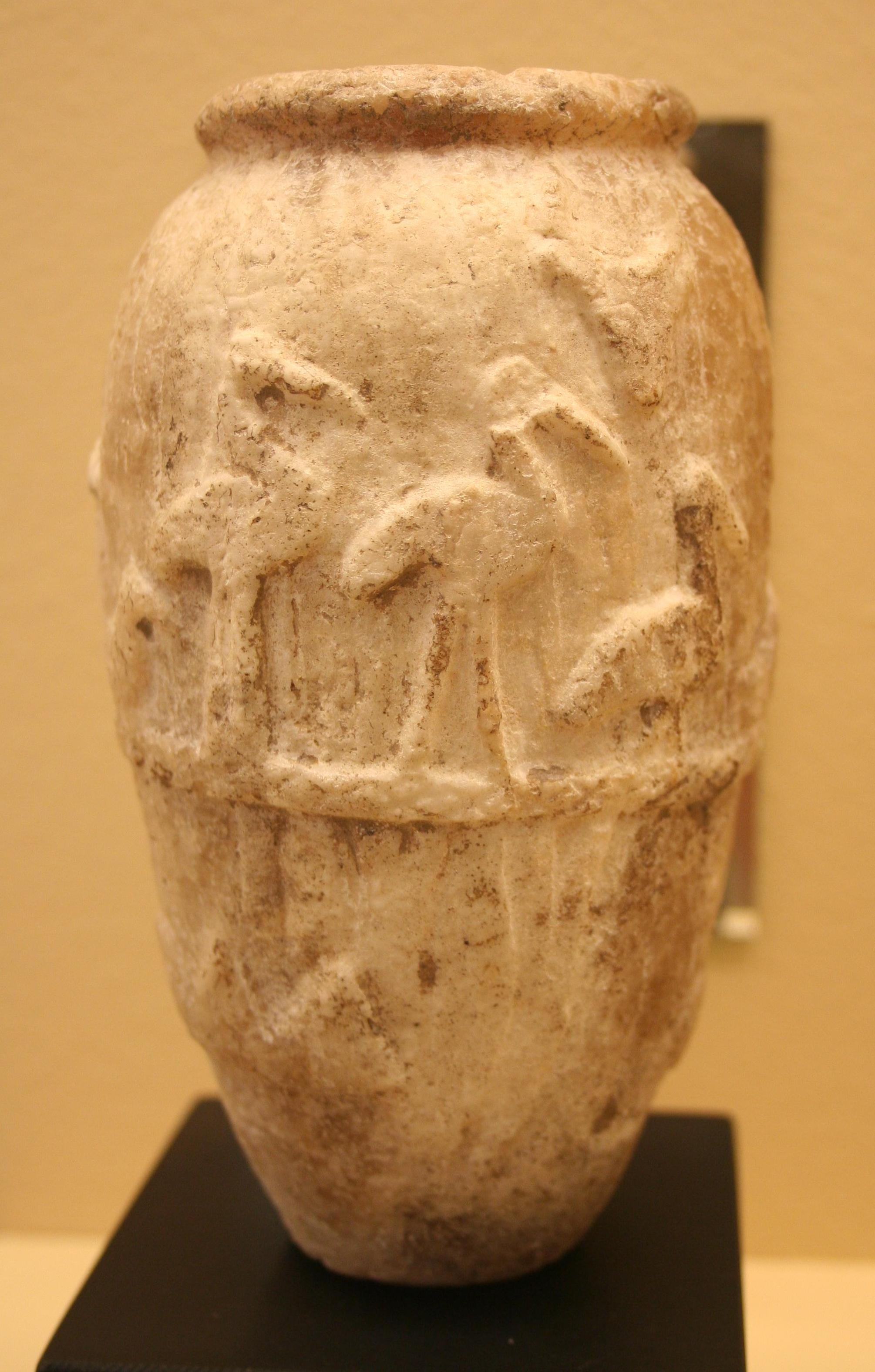
Một bình bình gốm Naqada III
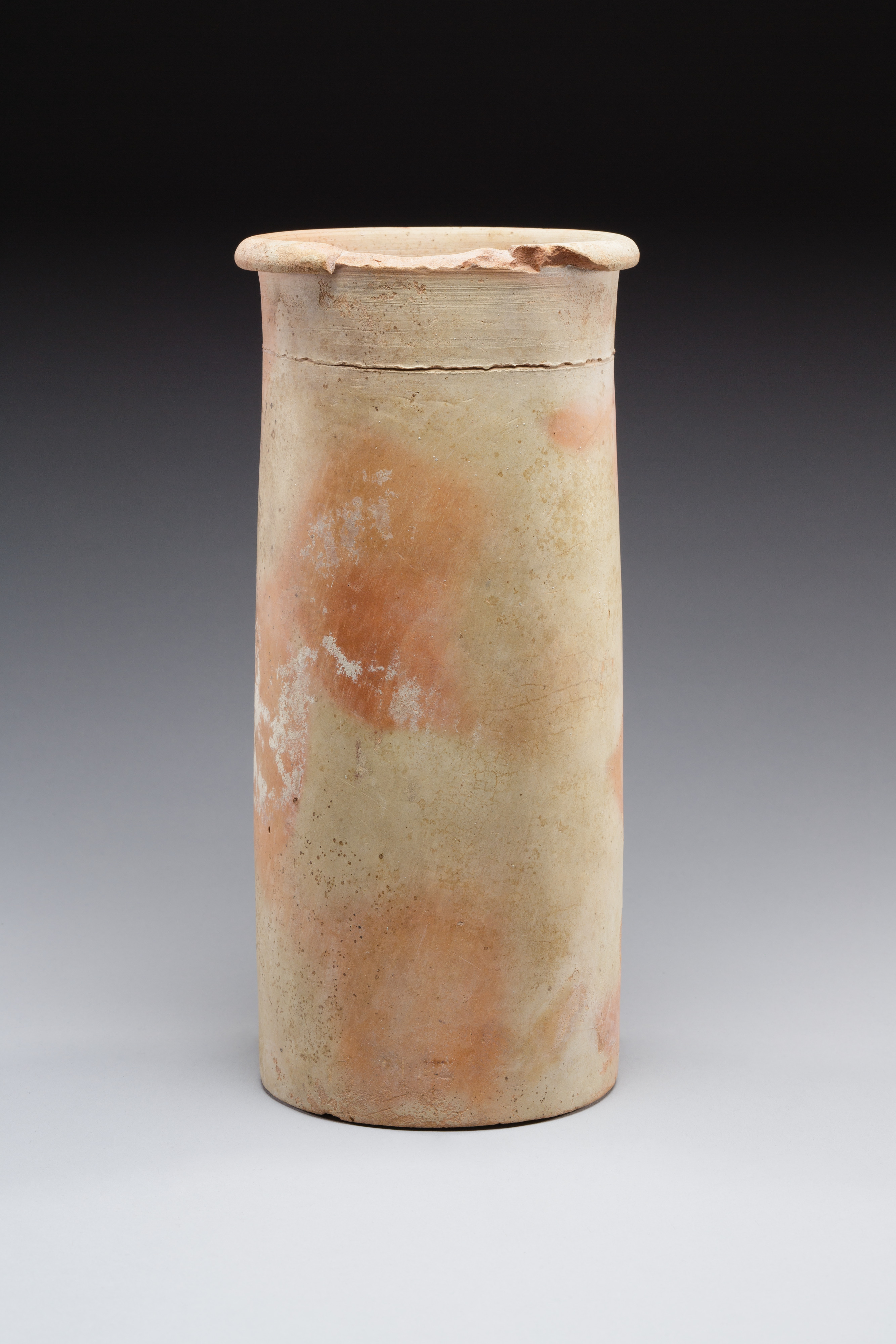
Một hũ hình trụ Naqada III điển hình